# Городское поселение посёлок Чернянка
Городско́е поселе́ние «Посёлок Черня́нка» — муниципальное образование в Чернянском районе Белгородской области.
Административный центр — посёлок городского типа Чернянка.

## История
Городское поселение «Посёлок Чернянка» образовано 20 декабря 2004 года в соответствии с Законом Белгородской области № 159.

## Население
| 2010    | 2011    | 2012    | 2013    | 2014    | 2015    | 2016    | 2017    | 2018    |
| ------- | ------- | ------- | ------- | ------- | ------- | ------- | ------- | ------- |
| 15 355  | ↘15 319 | ↘15 232 | ↘15 193 | ↘15 151 | ↘15 039 | ↗15 076 | ↘15 054 | ↗15 138 |
| 2019    | 2020    | 2021    | 2024    |         |         |         |         |         |
| ↘15 006 | ↘15 004 | ↗15 067 | ↘14 838 |         |         |         |         |         |

## Состав городского поселения
| № | Населённый пункт | Тип населённого пункта      | Население |
| - | ---------------- | --------------------------- | --------- |
| 1 | Заречное         | хутор                       | ↗42       |
| 2 | Раевка           | хутор                       | ↘96       |
| 3 | Чернянка         | пгт, административный центр | ↘14 632   |